# Wereldkampioenschappen baanwielrennen 1969
De wereldkampioenschappen baanwielrennen 1969 werden gehouden van 5 tot en met 9 augustus 1969 in het Belgische Antwerpen voor de individuele sprint en achtervolging bij de professionele mannen. De andere wedstrijden werden in het Tsjecho-Slowaakse Brno beslecht. Er stonden elf onderdelen op het programma, drie voor beroepsrenners, zes voor amateurs en twee voor vrouwen.

## Uitslagen

### Beroepsrenners
| Onderdeel     | Goud             | Goud      | Zilver            | Zilver              | Brons             | Brons     |
| ------------- | ---------------- | --------- | ----------------- | ------------------- | ----------------- | --------- |
| Sprint        | Patrick Sercu    | België    | Robert Vanlancker | België              | Sante Gaiardoni   | Italië    |
| Achtervolging | Ferdinand Bracke | België    | Hugh Porter       | Verenigd Koninkrijk | Peter Post        | Nederland |
| Stayeren      | Jaap Oudkerk     | Nederland | Theo Verschueren  | België              | Domenico De Lillo | Italië    |

### Amateurs
| Onderdeel            | Goud                                                            | Goud                           | Zilver                                                         | Zilver                   | Brons                                                      | Brons       |
| -------------------- | --------------------------------------------------------------- | ------------------------------ | -------------------------------------------------------------- | ------------------------ | ---------------------------------------------------------- | ----------- |
| 1 kilometer          | Gianni Sartori                                                  | Italië                         | Janusz Kierzkowski                                             | Polen                    | Klaas Balk                                                 | Nederland   |
| Sprint               | Daniel Morelon                                                  | Frankrijk                      | Omar Phakadze                                                  | Sovjet-Unie              | Peder Pedersen                                             | Denemarken  |
| Achtervolging        | Xaver Kurmann                                                   | Zwitserland                    | Bernard Darmet                                                 | Frankrijk                | Daniel Rébillard                                           | Frankrijk   |
| Ploegenachtervolging | Stanislav Moskvin Vladimir Kuznetzov Viktor Bykov Sergeï Kuskov | Sovjet-Unie                    | Pietro Algeri Giacomo Bazzan Giorgio Morbiato Antonio Castello | Italië                   | Claude Buchon Bernard Darmet René Grignon Daniel Rébillard | Frankrijk   |
| Stayeren             | Bert Boom                                                       | Nederland                      | Cees Stam                                                      | Nederland                | Jörg Peter                                                 | Zwitserland |
| Tandem               | Hans-Jürgen Geschke Werner Otto                                 | Duitse Democratische Republiek | Jürgen Barth Rainer Muller                                     | Bondsrepubliek Duitsland | Pierre Trentin Daniel Morelon                              | Frankrijk   |

### Vrouwen
| Onderdeel     | Goud              | Goud        | Zilver            | Zilver      | Brons                  | Brons       |
| ------------- | ----------------- | ----------- | ----------------- | ----------- | ---------------------- | ----------- |
| Sprint        | Galina Tsareva    | Sovjet-Unie | Galina Ermolaeva  | Sovjet-Unie | Irina Kiritchenko      | Sovjet-Unie |
| Achtervolging | Raisa Obodovskaya | Sovjet-Unie | Tamara Garkuchina | Sovjet-Unie | Keetie van Oosten-Hage | Nederland   |

### Medaillespiegel
| Plaats | Land                           | Goud | Zilver | Brons | Totaal |
| 1      | Sovjet-Unie                    | 3    | 3      | 1     | 7      |
| 2      | België                         | 2    | 2      | 0     | 4      |
| 3      | Nederland                      | 2    | 1      | 3     | 6      |
| 4      | Frankrijk                      | 1    | 1      | 3     | 5      |
| 5      | Italië                         | 1    | 1      | 2     | 4      |
| 6      | Zwitserland                    | 1    | 0      | 1     | 2      |
| 7      | Duitse Democratische Republiek | 1    | 0      | 0     | 1      |
| 8      | Bondsrepubliek Duitsland       | 0    | 1      | 0     | 1      |
| 8      | Verenigd Koninkrijk            | 0    | 1      | 0     | 1      |
| 8      | Polen                          | 0    | 1      | 0     | 1      |
| 11     | Denemarken                     | 0    | 0      | 1     | 1      |
| Totaal | Totaal                         | 11   | 11     | 11    | 33     |